# Un vigile
Un vigile est le deuxième roman de Patrice Pluyette (paru le 20 août 2005).

## Résumé
Debout toute la journée, le narrateur travaille dans une tour où il garde une porte, ne laissant franchir que ceux qui lui présentent un badge en cours de validité. Vigile silencieux, il a acquis une maîtrise assez poussée de sa pensée et s'ennuie pour ainsi dire agréablement, ayant fini par trouver une réelle excitation à s'ennuyer. Passé maître dans l'art de faire le vide et de rêvasser, fort d'un temps personnel réglé sur les mouvements de l'âme et de l'esprit, il s'efforce, autant que faire se peut, de maintenir son attention en éveil. Un beau jour, les travaux commencent, la tour se vide et tout s'emballe. Livré à lui-même, sans plus de nécessité d'être, le vigile prend ses aises et s'installe...

## Extrait du roman
Morceau choisi

« En somme, je dois garder une concentration à toute épreuve. Cela dit, en posant le fait que certains moments d'attente sont longs et que, avant qu'ils soient longs, je ne peux savoir qu'ils seront longs, je me suis permis de me donner ce droit de relâcher ma concentration.J'ai donc mis au point une conduite dite de somnolence dynamique où tout est présentable, irréprochable, néanmoins réduit de moitié, de sorte que l'autre moitié permet [... ] »